# Alfred Tysoe
Alfred Tysoe (Alfred Edward Tysoe; * 21. März 1874 in Padiham bei Burnley, England; † 26. Oktober 1901 in Blackpool, England) war ein britischer Leichtathlet und Olympiasieger.
Der Geburtsort von Tysoe war ein kleines Dorf in der Nähe von Burnley in der Grafschaft Lancashire. In dieser ländlich geprägten Umgebung arbeitete Tysoe als Landarbeiter.
Als Läufer trat er erstmals 1896 in Erscheinung, als er die Meisterschaften der Northern Counties über 1000 Yards und im Meilenlauf gewann. Dies erweckte die Aufmerksamkeit des Gründers der Salford Harriers, eines der erfolgreichsten Leichtathletikvereine jener Zeit im Crosslauf. Als neues Vereinsmitglied erhielt er die Möglichkeit 1897 an den Meisterschaften der Amateur Athletic Association (AAA) teilzunehmen, was den britischen Meisterschaften entsprach. Er siegte über eine und über zehn Meilen. 1898 verhalf er seinem Verein zur sechsten Landesmeisterschaften im Crosslauf. Im gleichen Jahr siegte er bei den AAA-Meisterschaften über 880 Yards. Diese Strecke sollte seine Paradestrecke werden, auf der er den Titel des britischen Meisters auch 1899 und 1900 erreichte. In diesem Jahr stellte er mit einer Zeit von 1:57,8 min einen Weltrekord auf.
Bei den Olympischen Spielen 1900 in Paris ging er dank seines Weltrekordes als Favorit an den Start zum 800-Meter-Lauf. Er wurde seiner Favoritenrolle gerecht und gewann die Goldmedaille vor den beiden US-Amerikanern John Cregan und David Hall. Im weiteren Verlauf der Spiele gewann er im gemeinsamen britisch-australischen Team eine weitere Goldmedaille im 5000-Meter-Mannschaftslauf, zusammen mit seinen Teamkollegen Charles Bennett, John Rimmer, Sidney Robinson und dem Australier Stan Rowley, vor dem Team aus Frankreich.
Platzierungen bei Olympischen Spielen:
- II. Olympische Spiele 1900, Paris
  - 800 m – GOLD mit 2:01,2 min (Silber an John Cregan aus den USA mit 2:03,0 min; Bronze an David Hall aus den USA mit 2:06,0 min)
  - 5000 m Mannschaft – GOLD im Mixed Team (Silber an Frankreich)

Anmerkung: Mit Ausnahme der Zeit des Siegers sind die Laufzeiten geschätzt, da es für die Platzierten keine Zeitmessung gab. Bei ihnen wurde der Rückstand auf den Sieger oder Vorplatzierten mit einer Längenangabe festgestellt.
Tysoe erkrankte ein Jahr später und starb im Alter von 27 Jahren an einer Pleuritis (Brustfellentzündung).